# Jens Otto Krag
Jens Otto Krag (Randers, 15 settembre 1914 – Skiveren, 22 giugno 1978) è stato un politico danese e ha ricoperto la carica di primo ministro due volte: dal 1962 al 1968 e dal 1971 al 1972.

## Biografia
Durante il suo secondo mandato come premier si è particolarmente impegnato per la cooperazione in ambito europeo sostenendo un referendum per l'entrata della Danimarca nella Comunità Economica Europea. Nel 1972 il referendum venne approvato ma, in seguito a divisioni che si manifestarono all'interno del Paese, decise di dimettersi. 
Dal 1974 al 1975 è stato rappresentante del Mercato comune europeo negli Stati Uniti.